# Qitaihe
Qitaihe (pinyin: Qītáihé) é uma Prefeitura com nível de cidade em Heilongjiang, província da República Popular da China. Possui uma área de 6.221 quilômetros e uma população de 890.000 habitantes.
A mineração de carvão é uma indústria importante. Qitaihe é a cidade-piloto só para a reciclagem de carvão nas províncias de Heilongjiang. Outras cidades importantes com a mineração de carvão na província incluem Hegang.

Qitaihe começou seu desenvolvimento quando a mineração começou em 1958.

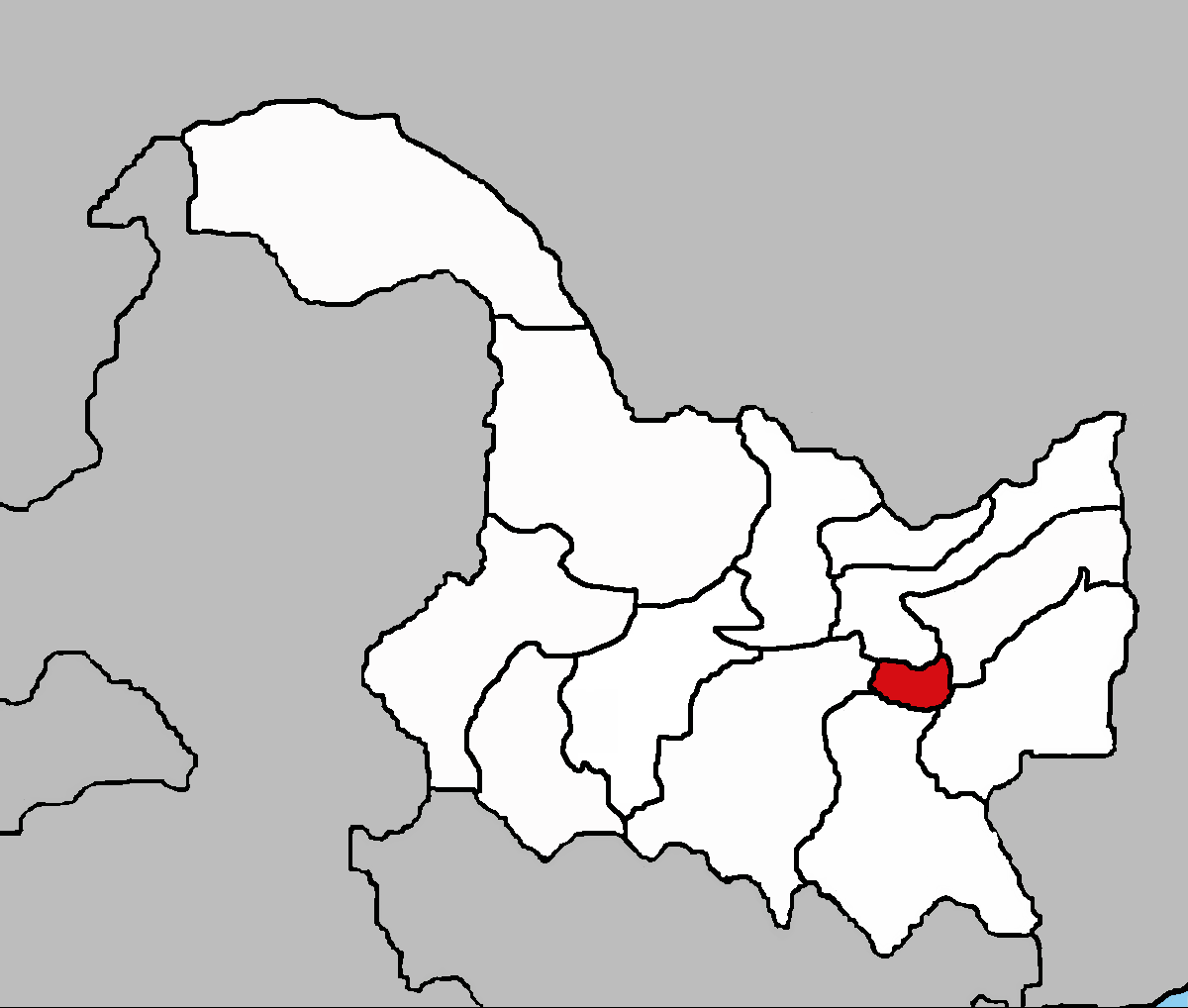
Localização de Qitaihe em Heilongjiang